# جامعة بالنثيا
جامعة بالنثيا (بالإسبانية: Studium Generale de Palencia) كانت مؤسسة تعليمية رائدة في مملكة قشتالة خلال أوائل القرن الثالث عشر. تُعد من أقدم المحاولات لإنشاء جامعة في شبه الجزيرة الأيبيرية، وسبقت تأسيس جامعة سالامانكا المعتمدة رسميًا.

## التاريخ

### التأسيس
أسسها الملك ألفونسو الثامن بين عامي 1208 و1212 بدعم من الأسقف تيلو تيليز دي مينيسيس، بهدف جعل قشتالة مركزًا فكريًا. جُلِبَ أساتذة مرموقون من فرنسا وإيطاليا لتدريس اللاهوت والقانون الكنسي والفنون الحرة.

### الازدهار والانحدار
اشتهرت بالمثل القشتالي: "في بالنثيا الأسلحة والعلوم" (بالإسبانية: En Palencia las armas y las letras). من أبرز طلابها:
- دومينيك دي غوزمان (مؤسس الرهبنة الدومينيكانية)
- بيدرو جونزاليس (الشهير بـ"سانتياغو المورسي")
- جوليان دي كوينكا

بدأ اضمحلالها بعد:
1. وفاة ألفونسو الثامن (1214) وفقدان الدعم الملكي.
2. صعود منافستها جامعة سالامانكا التي حصلت على اعتماد بابوي عام 1254.
3. نقص التمويل المزمن.
أغلقت أبوابها نحو عام 1264، وانتقل جزء من أساتذتها إلى سالامانكا، رغم عدم ثبوت نقل رسمي للمؤسسة.

## الإرث
- كانت نموذجًا تنظيميًا لاحقًا لجامعات إسبانيا، خاصة في نظام التمويل وجذب الأساتذة الأجانب.
- أسس الأسقف تيلو فيها أول مدارس الدومينيكان والفرنسيسكان في قشتالة.
- ذكرها رودريغو سانشيز دي ألكانتارا في "تاريخ المدارس الإسبانية" (1243) كمؤسسة استمرت في التدريس رغم الصعوبات.[3]

## وصلات خارجية
- أرشيف جامعة سالامانكا (وثائق عن التأثير المبكر)